# Keimdotterstock
Der Keimdotterstock (Germovitellarium oder Vitellogermarium; lat. von „germen“ – der „Keim“ und vitellus – der „Dotter“) ist eine bei verschiedenen Tiergruppen, vor allem den Turbellaria und einigen Rädertierchen (Rotatoria) vorkommende Form der weiblichen Gonade. Es handelt sich hierbei um eine aus Zellen des Eierstocks (Ovar) und Zellen des Dotterstocks (Vitellarium) und damit heterozellulare Struktur.

## Funktion
Das Germovitellarium bildet Germocyten (entwicklungsfähige Keimzellen) und Vitellocyten (entwicklungsunfähige Nährzellen, die Nähr- und Schalensubstanzen enthalten), also zusammengesetzte Eier aus Ei und Dotter.
Der Keimdotterstock der Plattwürmer bildete sich evolutiv aus einem einfachen Eierstock, der neben Eizellen auch Dottermaterial bildet. Dabei werden die Dotterzellen als so genannte Arbotiveier gedeutet, also Eizellen, die sich nicht vollständig ausbilden und nur als Nährmaterial gebildet werden. Bei weiter abgeleiteten Formen der Plattwürmer sind der Eierstock und der Dotterstock vollständig getrennt.